# Puntius sophore
 Puntius sophore és una espècie de peix cipriniforme de la família dels ciprínids.

## Morfologia
Els mascles poden assolir els 18 cm de longitud total.

## Distribució geogràfica
Es troba al Pakistan, l'Índia, el Nepal, Bangladesh, Myanmar, Xina (Yunnan), Bhutan i Afganistan.